# Židovská strana Podkarpatské Rusi
Židovská strana Podkarpatské Rusi byla židovská politická strana na území prvorepublikového Československa, respektive na Podkarpatské Rusi, která se úspěšně zúčastnila komunálních voleb roku 1923. Ideově v sobě spojovala sionistické, ultraortodoxní i statkářské zájmové skupiny.

## Dějiny
V roce 1921 se na Podkarpatské Rusi začalo formovat politické spektrum. Sionisté zde založili formaci Židovská občanská strana v Podkarpatské Rusi, ortodoxy napojené na hnutí Agudat Jisra'el reprezentovala Židovská konzervativní strana a statkářské vrstvy Svaz židovských zemědělců v Podkarpatské Rusi, který tíhl ke spolupráci s československými agrárníky.
Kvůli pocitu vnějšího ohrožení antisemitismem i kvůli společným zájmům na obhajobě židovských ekonomických zájmů ale v této době ještě v židovské komunitě v této zemi převládal trend ke spolupráci. V březnu 1923 se spojili sionisté a ortodoxové a v srpnu 1923 se na sjezdu v Berehovu vytvořila přidáním Svazu židovských zemědělců v Podkarpatské Rusi zastřešující kandidátní listina pod názvem Židovská strana Podkarpatské Rusi. Jejími hlavními postavami byl za sionisty Alexander Spiegel, za ortodoxní Koloman Weiss a za agrárníky Emanuel Guttmann. Strana podala společné kandidátní listiny a v komunálních volbách roku 1923 uspěla v řadě obcí. Získala v této zemi 7 700 hlasů a třeba v Mukačevu obsadila 13 míst v obecním zastupitelstvu. Strana mezitím pokročila v organizační stabilizaci. Kromě tří předsedů reprezentujících jednotlivé ideové proudy bylo zvoleno stočlenné předsednictvo a vytvořeny stranické komise. Překonaný se zdál i spor mezi ortodoxními a sionisty ohledně používání hebrejštiny. Koloman Weiss prý prohlásil, že proti hebrejským školám žádný Žid nepronese ani slovo.
Trend ke spolupráci ale nevydržel. Před doplňovacími parlamentními volbami na Podkarpatské Rusi v roce 1924 začali českoslovenští agrárníci ovlivňovat židovské ortodoxy a statkáře, zároveň se obnovily ideologické spory mezi sionismem a konzervativnějším pojetím židovství. V řadách samotných sionistů navíc došlo k neshodám o obsazení kandidátní listiny, když místního Alexandera Spiegela vystřídal Ludvík Singer, sionista z Prahy. Židovská strana Podkarpatské Rusi se proto rozpadla. Agrární a ortodoxní aktivisté se osamostatnili jako Židovská demokratická strana, sionistický zbytek se zformoval jako Židovská lidová strana. Ve volbách neuspěla ani jedna. Rozdělení židovského elektorátu na Podkarpatské Rusi pak zůstalo po zbytek První republiky trvalým rysem zdejší politické situace. V parlamentních volbách v roce 1925 tu kandidovala sionistická Židovská strana a konzervativní Židovská hospodářská strana, v zemských volbách v roce 1928  Židovská strana měla nesionistickou oponenturu v podobě Židovské republikánské strany, která pak v parlamentních volbách v roce 1929 vplynula přímo do československé agrární strany.